# Troisième circonscription des Ardennes
La troisième circonscription des Ardennes est représentée dans la XVIe législature par Jean-Luc Warsmann, député LIOT.
Cette circonscription n'a pas été modifiée depuis 1958 et le début de la cinquième République.

## Description géographique et démographique

### De 1958 à 1986
La troisième circonscription des Ardennes était composée de :
- Canton d'Attigny
- Canton de Buzancy
- Canton de Carignan
- Canton du Chesne
- Canton de Grandpré
- Canton de Machault
- Canton de Monthois
- Canton de Mouzon
- Canton de Raucourt-et-Flaba
- Canton de Sedan-Nord
- Canton de Sedan-Sud
- Canton de Tourteron
- Canton de Vouziers

### Depuis 1988
La troisième circonscription des Ardennes occupe le tiers sud-est du département, et est organisée autour de la ville de Sedan. Elle regroupe les cantons suivant :
- Canton d'Attigny
- Canton de Buzancy
- Canton de Carignan
- Canton du Chesne
- Canton de Grandpré
- Canton de Machault
- Canton de Monthois
- Canton de Mouzon
- Canton de Raucourt-et-Flaba
- Canton de Sedan-Est
- Canton de Sedan-Nord
- Canton de Sedan-Ouest
- Canton de Tourteron
- Canton de Vouziers

## Historique des députations
| Législature | Début de mandat | Fin de mandat  | Député             | Parti politique | Observations |
| ----------- | --------------- | -------------- | ------------------ | --------------- | --- |
| Ire         | 9 décembre 1958 | 9 octobre 1962 | Roger Noiret       | UNR             | Mandat écourté à la suite d'une dissolution parlementaire décidée par Charles de Gaulle.                                            |
| IIe         | 6 décembre 1962 | 2 avril 1967   | Roger Noiret       | UNR-UDT         | |
| IIIe        | 3 avril 1967    | 30 mai 1968    | Guy Desson         | PSU             | Conseiller général du Canton de Grandpré Mandat écourté à la suite d'une dissolution parlementaire décidée par Charles de Gaulle.   |
| IVe         | 11 juillet 1968 | 1er avril 1973 | Jacques Sourdille  | UDR             | Conseiller général du Canton de Grandpré                                                                                            |
| Ve          | 2 avril 1973    | 2 avril 1978   | Jacques Sourdille  | UDR             | Conseiller général du Canton de Grandpré Remplacé par Henri Vin le 2 mai 1977 à la suite de sa nomination au gouvernement.          |
| VIe         | 3 avril 1978    | 22 mai 1981    | Jacques Sourdille  | RPR             | Conseiller général du Canton de Grandpré Mandat écourté à la suite d'une dissolution parlementaire décidée par François Mitterrand. |
| VIIe        | 2 juillet 1981  | 1er avril 1986 | Gilles Charpentier | PS              | Maire de Sedan (→ 1983) Conseiller général du Canton de Sedan-Est (→ 1985)                                                          |
| IXe         | 23 juin 1988    | 1er avril 1993 | Jean-Paul Bachy    | PS              | Conseiller régional de Champagne-Ardenne                                                                                            |
| Xe          | 2 avril 1993    | 21 avril 1997  | Claude Vissac      | app. RPR        | Maire de Sedan Mandat écourté à la suite d'une dissolution parlementaire décidée par Jacques Chirac.                                |
| XIe         | 12 juin 1997    | 18 juin 2002   | Jean-Luc Warsmann  | RPR             | Maire de Douzy Conseiller général du Canton de Grandpré.                                                                            |
| XIIe        | 19 juin 2002    | 19 juin 2007   | Jean-Luc Warsmann  | UMP             | Maire de Douzy Conseiller général du Canton de Grandpré.                                                                            |
| XIIIe       | 20 juin 2007    | 19 juin 2012   | Jean-Luc Warsmann  | UMP             | Maire de Douzy Conseiller général du Canton de Grandpré (→ 2011)                                                                    |
| XIVe        | 20 juin 2012    | 20 juin 2017   | Jean-Luc Warsmann  | UMP → LR        | Conseiller régional de Champagne-Ardenne puis d'Alsace-Champagne-Ardenne-Lorraine                                                   |
| XVe         | 21 juin 2017    | 21 juin 2022   | Jean-Luc Warsmann  | LR → UDI        | Conseiller régional du Grand Est |
| XVIe        | 22 juin 2022    | 9 juin 2024    | Jean-Luc Warsmann  | UDI             | Conseiller régional du Grand Est Mandat écourté à la suite d'une dissolution parlementaire décidée par Emmanuel Macron.             |
| XVIIe       | 8 juillet 2024  | En cours       | Jean-Luc Warsmann  | app. UDI        | Conseiller régional du Grand Est |

## Historique des résultats

### Élections de 1958
| Candidat       | Candidat         | Parti          | Premier tour | Premier tour | Second tour | Second tour |  |
| Candidat       | Candidat         | Parti          | Voix         | %            | Voix        | %           |  |
| -------------- | ---------------- | -------------- | ------------ | ------------ | ----------- | ----------- |  |
|                | René Dumay       | CNIP           | 9 867        | 23,77        | 8 261       | 19,37       |  |
|                | Roger Noiret élu | UNR            | 9 677        | 23,31        | 18 362      | 43,05       |  |
|                | Guy Desson       | UFD            | 7 219        | 17,39        | 16 029      | 37,58       |  |
|                | Guy du Souich    | PCF            | 5 925        | 14,27        | Retrait     | Retrait     |  |
|                | Jacques Rousseau | CR             | 3 690        | 8,89         | Retrait     | Retrait     |  |
|                | Othello Frezzato | SFIO           | 2 998        | 7,22         | Retrait     | Retrait     |  |
|                | René Henriet     | Radsoc         | 2 140        | 5,15         | Retrait     | Retrait     |  |
|                |                  |                |              |              |             |             |  |
| Inscrits       | Inscrits         | Inscrits       | 52 773       | 100,00       | 52 770      | 100,00      |  |
| Abstentions    | Abstentions      | Abstentions    | 10 287       | 19,49        | 9 429       | 17,87       |  |
| Votants        | Votants          | Votants        | 42 486       | 80,51        | 43 341      | 82,13       |  |
| Blancs et nuls | Blancs et nuls   | Blancs et nuls | 970          | 2,28         | 689         | 1,59        |  |
| Exprimés       | Exprimés         | Exprimés       | 41 516       | 97,72        | 42 652      | 98,41       |  |

Le suppléant de Roger Noiret était  Robert Maizières, agriculteur à La Sabotterie.

### Élections de 1962
| Candidat       | Candidat                   | Parti                     | Premier tour | Premier tour | Second tour | Second tour |  |
| Candidat       | Candidat                   | Parti                     | Voix         | %            | Voix        | %           |  |
| -------------- | -------------------------- | ------------------------- | ------------ | ------------ | ----------- | ----------- |  |
|                | Roger Noiret sortant réélu | UNR-UDT                   | 11 290       | 31,25        | 19 561      | 50,51       |  |
|                | Guy Desson                 | PSU                       | 7 610        | 21,07        | 19 166      | 49,49       |  |
|                | Guy du Souich              | PCF                       | 5 499        | 15,22        | Retrait     | Retrait     |  |
|                | Guy Leccia                 | Divers droite (Gaulliste) | 4 631        | 12,82        | Retrait     | Retrait     |  |
|                | René Penoy                 | MRP                       | 3 418        | 9,46         | Retrait     | Retrait     |  |
|                | Henri Rongère              | CNIP                      | 1 971        | 5,46         | Retrait     | Retrait     |  |
|                | Louis Reitz                | SFIO                      | 1 705        | 4,72         |             |             |  |
|                |                            |                           |              |              |             |             |  |
| Inscrits       | Inscrits                   | Inscrits                  | 52 215       | 100,00       | 52 212      | 100,00      |  |
| Abstentions    | Abstentions                | Abstentions               | 15 081       | 28,88        | 12 220      | 23,4        |  |
| Votants        | Votants                    | Votants                   | 37 134       | 71,12        | 39 992      | 76,6        |  |
| Blancs et nuls | Blancs et nuls             | Blancs et nuls            | 1 010        | 2,72         | 1 265       | 3,16        |  |
| Exprimés       | Exprimés                   | Exprimés                  | 36 124       | 97,28        | 38 727      | 96,84       |  |

Philippe Auroir, chef de publicité, était suppléant de Roger Noiret.

### Élections de 1967
| Candidat       | Candidat             | Parti          | Premier tour | Premier tour | Second tour | Second tour |  |
| Candidat       | Candidat             | Parti          | Voix         | %            | Voix        | %           |  |
| -------------- | -------------------- | -------------- | ------------ | ------------ | ----------- | ----------- |  |
|                | Guy Desson élu       | PSU            | 12 888       | 31,17        | 23 976      | 57,11       |  |
|                | Roger Noiret sortant | UD-Ve          | 12 498       | 30,23        | 18 003      | 42,89       |  |
|                | Guy du Souich        | PCF            | 7 428        | 17,97        | Retrait     | Retrait     |  |
|                | Robert Chazelle      | CD (PDM)       | 5 178        | 12,52        |             |             |  |
|                | André Gilles         | RI             | 3 350        | 8,1          |             |             |  |
|                |                      |                |              |              |             |             |  |
| Inscrits       | Inscrits             | Inscrits       | 51 990       | 100,00       | 51 993      | 100,00      |  |
| Abstentions    | Abstentions          | Abstentions    | 9 723        | 18,7         | 8 803       | 16,93       |  |
| Votants        | Votants              | Votants        | 42 267       | 81,3         | 43 190      | 83,07       |  |
| Blancs et nuls | Blancs et nuls       | Blancs et nuls | 925          | 2,19         | 1 211       | 2,8         |  |
| Exprimés       | Exprimés             | Exprimés       | 41 342       | 97,81        | 41 979      | 97,2        |  |

Le suppléant de Guy Desson était Jean-François Dromby, professeur à Sedan.

### Élections de 1968
| Candidat       | Candidat              | Parti                     | Premier tour | Premier tour | Second tour | Second tour |  |
| Candidat       | Candidat              | Parti                     | Voix         | %            | Voix        | %           |  |
| -------------- | --------------------- | ------------------------- | ------------ | ------------ | ----------- | ----------- |  |
|                | Guy Desson sortant    | FGDS                      | 11 222       | 27,22        | 19 644      | 46,89       |  |
|                | Jacques Sourdille élu | UDR (URP)                 | 9 437        | 22,89        | 22 247      | 53,11       |  |
|                | Henri Vin             | Divers droite (Gaulliste) | 8 364        | 20,28        | Retrait     | Retrait     |  |
|                | Guy du Souich         | PCF                       | 6 342        | 15,38        | Retrait     | Retrait     |  |
|                | Robert Chazelle       | CD (PDM)                  | 3 612        | 8,76         |             |             |  |
|                | Pierre Vassal         | RI                        | 2 257        | 5,47         |             |             |  |
|                |                       |                           |              |              |             |             |  |
| Inscrits       | Inscrits              | Inscrits                  | 51 636       | 100,00       | 51 629      | 100,00      |  |
| Abstentions    | Abstentions           | Abstentions               | 9 777        | 18,93        | 8 829       | 17,1        |  |
| Votants        | Votants               | Votants                   | 41 859       | 81,07        | 42 800      | 82,9        |  |
| Blancs et nuls | Blancs et nuls        | Blancs et nuls            | 625          | 1,49         | 909         | 2,12        |  |
| Exprimés       | Exprimés              | Exprimés                  | 41 234       | 98,51        | 41 891      | 97,88       |  |

Le suppléant de Jacques Sourdille était Marcel Caquot, ingénieur agricole, agriculteur à Vouziers.
Guy Desson avait quitté le PSU et appartenait à l'Union des groupes et clubs socialistes.

### Élections de 1973
| Candidat       | Candidat                        | Parti          | Premier tour | Premier tour | Second tour | Second tour |  |
| Candidat       | Candidat                        | Parti          | Voix         | %            | Voix        | %           |  |
| -------------- | ------------------------------- | -------------- | ------------ | ------------ | ----------- | ----------- |  |
|                | Jacques Sourdille sortant réélu | UDR (URP)      | 16 974       | 39,77        | 23 114      | 51,94       |  |
|                | Jean-François Dromby            | PS (UGSD)      | 10 205       | 23,91        | 21 390      | 48,06       |  |
|                | Guy Desson                      | app. PCF       | 7 722        | 18,09        | Retrait     | Retrait     |  |
|                | Michelle Wauthier               | CD (MR)        | 5 370        | 12,58        | Retrait     | Retrait     |  |
|                | Guy Rey                         | LCR            | 2 409        | 5,64         |             |             |  |
|                |                                 |                |              |              |             |             |  |
| Inscrits       | Inscrits                        | Inscrits       | 52 967       | 100,00       | 52 966      | 100,00      |  |
| Abstentions    | Abstentions                     | Abstentions    | 9 434        | 17,81        | 7 616       | 14,38       |  |
| Votants        | Votants                         | Votants        | 43 533       | 82,19        | 45 350      | 85,62       |  |
| Blancs et nuls | Blancs et nuls                  | Blancs et nuls | 853          | 1,96         | 846         | 1,87        |  |
| Exprimés       | Exprimés                        | Exprimés       | 42 680       | 98,04        | 44 504      | 98,13       |  |

Le suppléant de Jacques Sourdille était Henri Vin, professeur, maire de Margut. Henri Vin remplaça Jacques Sourdille, nommé membre du gouvernement, du 2 mai 1977 au 2 avril 1978.

### Élections de 1978
| Candidat       | Candidat                        | Parti          | Premier tour | Premier tour | Second tour | Second tour |  |
| Candidat       | Candidat                        | Parti          | Voix         | %            | Voix        | %           |  |
| -------------- | ------------------------------- | -------------- | ------------ | ------------ | ----------- | ----------- |  |
|                | Jacques Sourdille sortant réélu | RPR            | 23 925       | 47,35        | 26 627      | 50,58       |  |
|                | Jean-François Dromby            | PS             | 13 586       | 26,89        | 26 020      | 49,42       |  |
|                | Claude Soulet                   | PCF            | 9 411        | 18,62        | Retrait     | Retrait     |  |
|                | Raymond Goury                   | PSU (FA)       | 1 390        | 2,75         |             |             |  |
|                | Laurence Boulinier              | LO             | 857          | 1,7          |             |             |  |
|                | Bernadette Pasquier             | Divers droite  | 749          | 1,48         |             |             |  |
|                | Guy Rey                         | LCR            | 613          | 1,21         |             |             |  |
|                |                                 |                |              |              |             |             |  |
| Inscrits       | Inscrits                        | Inscrits       | 59 962       | 100,00       | 59 959      | 100,00      |  |
| Abstentions    | Abstentions                     | Abstentions    | 8 439        | 14,07        | 6 673       | 11,13       |  |
| Votants        | Votants                         | Votants        | 51 523       | 85,93        | 53 286      | 88,87       |  |
| Blancs et nuls | Blancs et nuls                  | Blancs et nuls | 992          | 1,93         | 639         | 1,2         |  |
| Exprimés       | Exprimés                        | Exprimés       | 50 531       | 98,07        | 52 647      | 98,8        |  |

Le suppléant de Jacques Sourdille était Henri Vin, professeur, conseiller régional, maire de Margut.

### Élections de 1981
| Candidat       | Candidat                  | Parti          | Premier tour | Premier tour | Second tour | Second tour |  |
| Candidat       | Candidat                  | Parti          | Voix         | %            | Voix        | %           |  |
| -------------- | ------------------------- | -------------- | ------------ | ------------ | ----------- | ----------- |  |
|                | Jacques Sourdille sortant | RPR (UNM)      | 20 618       | 45,60        | 23 298      | 47,42       |  |
|                | Gilles Charpentier élu    | PS             | 17 069       | 37,75        | 25 836      | 52,58       |  |
|                | Claude Soulet             | PCF            | 5 985        | 13,24        |             |             |  |
|                | Jean-Pierre Jaillet       | PSU            | 880          | 1,95         |             |             |  |
|                | Guy Rey                   | LCR            | 663          | 1,47         |             |             |  |
|                |                           |                |              |              |             |             |  |
| Inscrits       | Inscrits                  | Inscrits       | 60 982       | 100,00       | 60 982      | 100,00      |  |
| Abstentions    | Abstentions               | Abstentions    | 15 123       | 24,8         | 11 128      | 18,25       |  |
| Votants        | Votants                   | Votants        | 45 859       | 75,2         | 49 854      | 81,75       |  |
| Blancs et nuls | Blancs et nuls            | Blancs et nuls | 644          | 1,4          | 720         | 1,44        |  |
| Exprimés       | Exprimés                  | Exprimés       | 45 215       | 98,6         | 49 134      | 98,56       |  |

Le suppléant de Gilles Charpentier était Michel Baudier, maire de Vouziers.

### Élections de 1988
| Candidat       | Candidat                  | Parti          | Premier tour | Premier tour | Second tour | Second tour |  |
| Candidat       | Candidat                  | Parti          | Voix         | %            | Voix        | %           |  |
| -------------- | ------------------------- | -------------- | ------------ | ------------ | ----------- | ----------- |  |
|                | Jacques Sourdille sortant | RPR (URC)      | 16 329       | 41,97        | 21 126      | 48,11       |  |
|                | Jean-Paul Bachy élu       | PS             | 14 752       | 37,92        | 22 789      | 51,89       |  |
|                | Claude Soulet             | PCF            | 4 641        | 11,93        |             |             |  |
|                | Jean-Pierre L'Hoste       | FN             | 3 185        | 8,19         |             |             |  |
|                |                           |                |              |              |             |             |  |
| Inscrits       | Inscrits                  | Inscrits       | 60 120       | 100,00       | 60 113      | 100,00      |  |
| Abstentions    | Abstentions               | Abstentions    | 20 446       | 34,01        | 15 307      | 25,46       |  |
| Votants        | Votants                   | Votants        | 39 674       | 65,99        | 44 806      | 74,54       |  |
| Blancs et nuls | Blancs et nuls            | Blancs et nuls | 767          | 1,93         | 891         | 1,99        |  |
| Exprimés       | Exprimés                  | Exprimés       | 38 907       | 98,07        | 43 915      | 98,01       |  |

Le suppléant de Jean-Paul Bachy était Michel Baudier.

### Élections de 1993
| Candidat       | Candidat                | Parti          | Premier tour | Premier tour | Second tour | Second tour |  |
| Candidat       | Candidat                | Parti          | Voix         | %            | Voix        | %           |  |
| -------------- | ----------------------- | -------------- | ------------ | ------------ | ----------- | ----------- |  |
|                | Claude Vissac élu       | Divers droite  | 9 921        | 25,55        | 20 962      | 52,35       |  |
|                | Jean-Paul Bachy sortant | PS (ADFP)      | 9 487        | 24,43        | 19 080      | 47,65       |  |
|                | Michel Marchet          | RPR (UPF)      | 8 708        | 22,42        | Retrait     | Retrait     |  |
|                | Jean Aubert             | FN             | 4 109        | 10,58        |             |             |  |
|                | Claude Soulet           | PCF            | 2 588        | 6,66         |             |             |  |
|                | Jean-Louis Jason        | GÉ (EÉ)        | 2 345        | 6,04         |             |             |  |
|                | Bernard Guillot         | LT-LNÉ         | 1 238        | 3,19         |             |             |  |
|                | Guy Petitjean           | Extrême gauche | 437          | 1,13         |             |             |  |
|                |                         |                |              |              |             |             |  |
| Inscrits       | Inscrits                | Inscrits       | 59 232       | 100,00       | 59 228      | 100,00      |  |
| Abstentions    | Abstentions             | Abstentions    | 18 331       | 30,95        | 16 567      | 27,97       |  |
| Votants        | Votants                 | Votants        | 40 901       | 69,05        | 42 661      | 72,03       |  |
| Blancs et nuls | Blancs et nuls          | Blancs et nuls | 2 068        | 5,06         | 2 619       | 6,14        |  |
| Exprimés       | Exprimés                | Exprimés       | 38 833       | 94,94        | 40 042      | 93,86       |  |

Le suppléant de Claude Vissac était Jean-Luc Warsmann, maire de Douzy. Jean-Luc Warsmann remplaça Claude Vissac, décédé, du 12 décembre 1995 au 21 avril 1997.
Claude Vissac et Jean-Luc Warsmann siégeaient au groupe RPR.

### Élections de 1997
| Candidat       | Candidat                        | Parti          | Premier tour | Premier tour | Second tour | Second tour |  |
| Candidat       | Candidat                        | Parti          | Voix         | %            | Voix        | %           |  |
| -------------- | ------------------------------- | -------------- | ------------ | ------------ | ----------- | ----------- |  |
|                | Jean-Luc Warsmann sortant réélu | RPR            | 16 024       | 39,69        | 23 436      | 55,86       |  |
|                | Jean-Paul Bachy                 | PS             | 10 874       | 26,94        | 18 517      | 44,14       |  |
|                | Anne-Marie Delge                | FN             | 6 791        | 16,82        |             |             |  |
|                | Régine Henry                    | PCF            | 2 744        | 6,8          |             |             |  |
|                | Laurence Boulinier              | LO             | 998          | 2,47         |             |             |  |
|                | Guy Hannesse                    | Les Verts      | 979          | 2,43         |             |             |  |
|                | Georges Le Néchet               | GÉ             | 867          | 2,15         |             |             |  |
|                | Bernard Valent                  | LDI (MPF)      | 732          | 1,81         |             |             |  |
|                | Saïd Bessadi                    | LCR            | 359          | 0,89         |             |             |  |
|                |                                 |                |              |              |             |             |  |
| Inscrits       | Inscrits                        | Inscrits       | 57 781       | 100,00       | 57 778      | 100,00      |  |
| Abstentions    | Abstentions                     | Abstentions    | 16 086       | 27,84        | 13 856      | 23,98       |  |
| Votants        | Votants                         | Votants        | 41 695       | 72,16        | 43 922      | 76,02       |  |
| Blancs et nuls | Blancs et nuls                  | Blancs et nuls | 1 327        | 3,18         | 1 969       | 4,48        |  |
| Exprimés       | Exprimés                        | Exprimés       | 40 368       | 96,82        | 41 953      | 95,52       |  |

Le suppléant de Jean-Luc Warsmann était Jean-Paul Grasmuck, géomètre à Sedan, responsable associatif.

### Élections de 2002
|                | Jean-Luc Warsmann sortant réélu | UMP              | 21 500 | 57,96  |  |  |  |
|                | Elisabeth Husson                | PS               | 8 758  | 23,61  |  |  |  |
|                | Éric Samyn                      | FN               | 4 231  | 11,41  |  |  |  |
|                | Eleonora Rossi                  | Les Verts        | 832    | 2,24   |  |  |  |
|                | Jacques Boissier                | LO               | 714    | 1,92   |  |  |  |
|                | Olivier Badré                   | MNR              | 476    | 1,28   |  |  |  |
|                | Olivier Boisseau                | CPNT             | 465    | 1,25   |  |  |  |
|                | Odile Benassy                   | Pôle républicain | 118    | 0,32   |  |  |  |
|                |                                 |                  |        |        |  |  |  |
| Inscrits       | Inscrits                        | Inscrits         | 58 179 | 100,00 |  |  |  |
| Abstentions    | Abstentions                     | Abstentions      | 20 568 | 35,35  |  |  |  |
| Votants        | Votants                         | Votants          | 37 611 | 64,65  |  |  |  |
| Blancs et nuls | Blancs et nuls                  | Blancs et nuls   | 517    | 1,37   |  |  |  |
| Exprimés       | Exprimés                        | Exprimés         | 37 094 | 98,63  |  |  |  |

La suppléante de Jean-Luc Warsmann était Christine Noiret, assistante parlementaire, de Vouziers.

### Élections de 2007
|                | Jean-Luc Warsmann sortant réélu | UMP            | 20 829 | 57,46  |  |  |  |
|                | Jean-Paul Bachy                 | Divers gauche  | 8 939  | 24,66  |  |  |  |
|                | Éric Samyn                      | FN             | 1 418  | 3,91   |  |  |  |
|                | Olivier Laurant                 | UDF–MoDem      | 1 118  | 3,08   |  |  |  |
|                | Gisèle Dessieux                 | MRC (PS)       | 931    | 2,57   |  |  |  |
|                | Régine Henry                    | PCF            | 811    | 2,24   |  |  |  |
|                | Hélène Mathieu                  | LCR            | 605    | 1,67   |  |  |  |
|                | Maylis Magnou                   | Les Verts      | 538    | 1,48   |  |  |  |
|                | Jean Pierrard                   | LT-LNÉ         | 304    | 0,84   |  |  |  |
|                | Hervé Lahotte                   | MNR            | 265    | 0,73   |  |  |  |
|                | Adeline Tillette                | MPF            | 252    | 0,7    |  |  |  |
|                | Jacques Boissier                | LO             | 242    | 0,67   |  |  |  |
|                |                                 |                |        |        |  |  |  |
| Inscrits       | Inscrits                        | Inscrits       | 59 999 | 100,00 |  |  |  |
| Abstentions    | Abstentions                     | Abstentions    | 23 293 | 38,82  |  |  |  |
| Votants        | Votants                         | Votants        | 36 706 | 61,18  |  |  |  |
| Blancs et nuls | Blancs et nuls                  | Blancs et nuls | 454    | 1,24   |  |  |  |
| Exprimés       | Exprimés                        | Exprimés       | 36 252 | 98,76  |  |  |  |

La suppléante de Jean-Luc Warsmann était Christine Noiret.

### Élections de 2012
|                | Jean-Luc Warsmann sortant réélu | UMP            | 18 285 | 52,50  |  |  |  |
|                | Nelly Fesseau                   | PS             | 10 231 | 29,38  |  |  |  |
|                | Laurent Guilbert                | RBM (FN)       | 4 051  | 11,63  |  |  |  |
|                | Claudette Moraine               | FG (CCA) (PCF) | 1 183  | 3,40   |  |  |  |
|                | Sophie Perrin                   | EÉLV           | 737    | 2,12   |  |  |  |
|                | Marie-Claude Bihin-Dury         | AÉI            | 170    | 0,49   |  |  |  |
|                | Nadia Octave                    | LO             | 129    | 0,37   |  |  |  |
|                | André Trottin                   | Divers         | 42     | 0,12   |  |  |  |
|                |                                 |                |        |        |  |  |  |
| Inscrits       | Inscrits                        | Inscrits       | 58 526 | 100,00 |  |  |  |
| Abstentions    | Abstentions                     | Abstentions    | 23 312 | 39,83  |  |  |  |
| Votants        | Votants                         | Votants        | 35 214 | 60,17  |  |  |  |
| Blancs et nuls | Blancs et nuls                  | Blancs et nuls | 386    | 1,1    |  |  |  |
| Exprimés       | Exprimés                        | Exprimés       | 34 828 | 98,9   |  |  |  |

La suppléante de Jean-Luc Warsmann était Christine Noiret.

### Élections de 2017
|                                                                            |                                                                                            |                           |                           |                          |                          |
|                                                                            |                                                                                            | Premier tour 11 juin 2017 | Premier tour 11 juin 2017 | Second tour 18 juin 2017 | Second tour 18 juin 2017 |
|                                                                            |                                                                                            |                           |                           |                          |                          |
|                                                                            |                                                                                            | Nombre                    | % des inscrits            | Nombre                   | % des inscrits           |
| Inscrits                                                                   | Inscrits                                                                                   | 57 041                    | 100,00                    | 57 029                   | 100,00                   |
| Abstentions                                                                | Abstentions                                                                                | 28 567                    | 50,08                     | 31 496                   | 55,23                    |
| Votants                                                                    | Votants                                                                                    | 28 474                    | 49,92                     | 25 533                   | 44,77                    |
|                                                                            |                                                                                            |                           | % des votants             |                          | % des votants            |
| Bulletins blancs                                                           | Bulletins blancs                                                                           | 310                       | 1,09                      | 1 312                    | 5,14                     |
| Bulletins nuls                                                             | Bulletins nuls                                                                             | 168                       | 0,59                      | 563                      | 2,20                     |
| Suffrages exprimés                                                         | Suffrages exprimés                                                                         | 27 996                    | 98,32                     | 23 658                   | 92,66                    |
|                                                                            |                                                                                            |                           |                           |                          |                          |
| Candidat Étiquette politique (partis et alliances)                         | Candidat Étiquette politique (partis et alliances)                                         | Voix                      | % des exprimés            | Voix                     | % des exprimés           |
|                                                                            |                                                                                            |                           |                           |                          |                          |
|                                                                            | Jean-Luc Warsmann (député sortant) Les Républicains (Union des démocrates et indépendants) | 12 931                    | 46,19                     | 17 678                   | 74,72                    |
|                                                                            | Amandine Blomme Front national                                                             | 4 917                     | 17,56                     | 5 980                    | 25,28                    |
|                                                                            | Christelle Vorillion La République en marche !                                             | 4 063                     | 14,51                     |                          |                          |
|                                                                            | Didier Herbillon Parti socialiste                                                          | 2 591                     | 9,25                      |                          |                          |
|                                                                            | Sophie Perrin La France insoumise                                                          | 2 528                     | 9,03                      |                          |                          |
|                                                                            | Dalila Maouche Parti communiste français                                                   | 328                       | 1,17                      |                          |                          |
|                                                                            | Christelle Gallet Écologiste (Mouvement 100 %)                                             | 211                       | 0,75                      |                          |                          |
|                                                                            | Cédric Sauvage Europe Écologie Les Verts                                                   | 155                       | 0,55                      |                          |                          |
|                                                                            | Roselyne de Balmain Divers (Union populaire républicaine)                                  | 141                       | 0,50                      |                          |                          |
|                                                                            | Nadia Octave Lutte ouvrière                                                                | 131                       | 0,47                      |                          |                          |
| Source : Ministère de l'Intérieur - Troisième circonscription des Ardennes |                                                                                            |                           |                           |                          |                          |

La suppléante de Jean-Luc Warsmann était Christine Noiret-Richet.

### Élections de 2022
| Résultats des élections législatives des 12 et 19 juin 2022 de la 3e circonscription des Ardennes |                          |                          |                          |              |              |             |             |
| Candidat                                                                                          | Candidat                 | Parti et coalition       | Nuance                   | Premier tour | Premier tour | Second tour | Second tour |
| Candidat                                                                                          | Candidat                 | Parti et coalition       | Nuance                   | Voix         | %            | Voix        | %           |
|                                                                                                   | Jean-Luc Warsmann        | UDI (UDC)                | DVD                      | 12 332       | 47,69        | 15 575      | 67,15       |
|                                                                                                   | David Lemoine            | RN                       | RN                       | 5 758        | 22,27        | 7 415       | 32,25       |
|                                                                                                   | Sophie Perrin            | LFI (NUPES)              | NUPES                    | 3 822        | 14,78        |             |             |
|                                                                                                   | Estelle Drion            | LREM (ENS)               | ENS                      | 2 235        | 8,64         |             |             |
|                                                                                                   | Bruno North              | CNIP (Reconquête !)      | REC                      | 923          | 3,57         |             |             |
|                                                                                                   | Laure Augier             | LO                       | DXG                      | 321          | 1,24         |             |             |
|                                                                                                   | Stella Batisse           | LP (UPF)                 | DSV                      | 310          | 1,20         |             |             |
|                                                                                                   | Monique Peltriaux        | EAC                      | ECO                      | 156          | 0,60         |             |             |
| Votes valides                                                                                     | Votes valides            | Votes valides            | Votes valides            | 25 857       | 98,27        | 22 990      | 95,15       |
| Votes blancs                                                                                      | Votes blancs             | Votes blancs             | Votes blancs             | 278          | 1,06         | 816         | 3,38        |
| Votes nuls                                                                                        | Votes nuls               | Votes nuls               | Votes nuls               | 177          | 0,67         | 357         | 1,48        |
| Total                                                                                             | Total                    | Total                    | Total                    | 26 312       | 100          | 24 163      | 100         |
| Abstention                                                                                        | Abstention               | Abstention               | Abstention               | 28 956       | 52,39        | 31 099      | 56,28       |
| Inscrits / participation                                                                          | Inscrits / participation | Inscrits / participation | Inscrits / participation | 55 268       | 47,61        | 55 262      | 43,72       |

Le suppléant de Jean-Luc Warsmann était Nicolas Villenet, médecin urgentiste, conseiller au cabinet du Ministre des Outre-Mers.

### Élections de 2024
| Candidat                 | Candidat                 | Parti et coalition       | Nuance                   | Premier tour | Premier tour | Second tour | Second tour |
| Candidat                 | Candidat                 | Parti et coalition       | Nuance                   | Voix         | %            | Voix        | %           |
| ------------------------ | ------------------------ | ------------------------ | ------------------------ | ------------ | ------------ | ----------- | ----------- |
|                          | Jean-Luc Warsmann        | app. UDI                 | DVD                      | 15 365       | 43,56        | 19 506      | 54,44       |
|                          | Isabelle Roger           | RN                       | RN                       | 15 304       | 43,38        | 16 321      | 45,56       |
|                          | Sophie Perrin            | LFI (NFP)                | UG                       | 4 140        | 11,74        |             |             |
|                          | Laure Augier             | LO                       | EXG                      | 466          | 1,32         |             |             |
|                          |                          |                          |                          |              |              |             |             |
| Votes valides            | Votes valides            | Votes valides            | Votes valides            | 35 275       | 98,31        | 35 827      | 97,90       |
| Votes blancs             | Votes blancs             | Votes blancs             | Votes blancs             | 349          | 0,97         | 519         | 1,42        |
| Votes nuls               | Votes nuls               | Votes nuls               | Votes nuls               | 258          | 0,72         | 250         | 0,68        |
| Total                    | Total                    | Total                    | Total                    | 35 882       | 100          | 36 596      | 100         |
| Abstention               | Abstention               | Abstention               | Abstention               | 18 608       | 34,15        | 17 895      | 32,84       |
| Inscrits / participation | Inscrits / participation | Inscrits / participation | Inscrits / participation | 54 490       | 65,85        | 54 491      | 67,16       |

Le suppléant de Jean-Luc Warsmann est Nicolas Villenet.